# Ormosia tsangii
Ormosia tsangii är en ärtväxtart som beskrevs av L.Chen. Ormosia tsangii ingår i släktet Ormosia och familjen ärtväxter. Inga underarter finns listade i Catalogue of Life.